# Coffin Bay
Coffin Bay ist eine Stadt mit 606 Einwohnern am südlichen Ende der Eyre-Halbinsel in Südaustralien, die 46 Kilometer von Port Lincoln entfernt liegt.

## Geschichte
Der Stamm der Aborigines, die Parnkalla, lebten in diesem Gebiet, bevor es von den Weißen in den 1830er Jahren besiedelt wurde. Als der britische Entdecker Matthew Flinders die Bucht am 16. Februar 1802 entdeckte, benannte er sie nach seinem Freund Sir Isaac Coffin. 1966 wurden die Orte Coffin Bay und Port Lincoln durch eine private Eisenbahnlinie zum Transport von Kalk der Strände verbunden. Diese Linie wurde in den frühen 1970er Jahren aufgegeben.

## Heute
Heute leben in diesem Ort 667 Personen, in der Sommerzeit stieg diese Zahl durch Touristen auf 2000 Personen an. Die Touristen kommen vor allem zum Besuch des Coffin-Bay-Nationalparks mit seinem historischen Baumbestand von Eukalypten und Baumkronenpfad auf 40 Meter Höhe. Sie kommen aber auch zum Bootsfahren, Schwimmen, Tauchen, Wasserskifahren und Surfen. Des Weiteren wird von den Felsen und von Booten aus geangelt. In der Bucht lebt auch eine Gruppe von Robben.
Bekannt sind die großen und begehrten Austern, die in der Austernzucht in den sauberen Wassern der Bucht von Coffin Bay heranwachsen.

## Einzelnachweis
1. 1 2 3  Coffin Bay (L). 2021 Census Quickstat. Australian Bureau of Statistics, 28. Juni 2022, abgerufen am 20. April 2023 (englisch).